# Карлсен, Свенд
Свенд Одегор Карлсен (род. 6 октября 1967, Кристиансанн, Вест-Агдер) — бывший норвежский силач, пауэрлифтер и профессиональный бодибилдер, широко прославившийся благодаря своей крылатой фразе «Сила викинга!», которую Свенд выкрикивал во время соревнований, а также придуманным горизонтальным жимом стоя, практикуемым новичками в спортзалах.

## Пауэрлифтинг и бодибилдинг
Свенд начал как пауэрлифтер в 1986 году, выиграв ряд титулов и установив 30 норвежских, 3 европейских и 1 мировой рекорд. Вскоре после этого Свенд начал профессиональную карьеру в бодибилдинге. Он выезжал на трассу со своими друзьями-бодибилдерами и позировал, чтобы за вырученные деньги оплатить счета. Свенд завоевал титул Мистер Норвегия и занял второе место на Всемирных играх. Эта победа принесла ему титул профессионального бодибилдера, и теперь он мог участвовать в соревнованиях соответствующего уровня. Свенд переехал в Калифорнию, чтобы сосредоточиться на своей карьере бодибилдера, и его первым профессиональным шоу стала Ночь Чемпионов. Свенд перенёс тяжёлый разрыв мышцы, который вынудил его уйти из бодибилдинга, и в 1996 году он перешёл на силовой экстрим.

## Карьера силача
Свенд участвовал в одном из квалификационных раундов World’s Strongest Man 1996 и едва не попал в финал. В турнире 1997 года Свенд вышел в свой первый из 7 последовательных финалов с 1997 по 2004 год (не участвовал в 1998 году). В финале 1997 года Свенд лидировал по очкам, но во время разминки перед приседанием разорвал подколенное сухожилие и был вынужден отказаться от дальнейшего участия в турнире. Свенд вернулся в 1999 году, заняв третье место, финишировал на втором месте в 2000 году, а годом позже, наконец, стал победителем World’s Strongest Man.
Среди других престижных достижений Свенда титул сильнейшего человека Европы 2001, 3 серебра на Arnold Strongman Classic (2002—2004), победа в World Muscle Power Championships 2001, и 3 титула сильнейшего человека в Норвегии (2003, 2005 и 2006). Свенд был вторым спортсменом, введённым по опросу болельщиков в зал славы WSM в 2010 году. В интервью 1997 года он утверждал, что его наиболее значимым достижением была тяга 400 кг на 3 раза.

## Личные рекорды
- Жим лёжа — 270 кг на 2 повторения.
- Присед — 400 кг.
- Тяга — 430 кг с лямками.

## После ухода из спорта
Свенд ушёл из спорта в 2006 году и стал организатором турнира «Сильнейший человек Норвегии», представляя и комментируя упражнения. Свенд был одним из комментаторов заключительного упражнения Arnold Strongman Classic 2010. Свенд также проводил турнир Viking Power Challenge в Норвегии, который был частью Super Series, а затем тур Giants Live, квалификации на World’s Strongest Man. Также Свенд является телеведущим и продюсером норвежской версии World’s Strongest Man.